# فیفا ۱۰
فیفا ۱۰ (به انگلیسی: FIFA 10 و در ایالات متحده آمریکا معروف به FIFA Soccer 10) نام هفدهم شماره از مجموعه بازی‌های ورزشی فیفا است که توسط الکترونیک آرتز کانادا ساخته و در سال ۲۰۰۹ میلادی منتشر شد.

دموی بازی در تاریخ ۱۰ سپتامبر در اروپا، ۱۱ سپتامبر در استرالیا و ۱۷ سپتامبر ۲۰۰۹ در آمریکای شمالی برای پلتفرم‌های پلی استیشن ۳، ایکس‌باکس ۳۶۰ و ویندوز منتشر شد و شامل تیم‌های چلسی، بارسلونا، یوونتوس، بایرن مونیخ، مارسی و شیکاگو فایر بود و نسخه ایکس‌باکس ۳۶۰ آن شامل ورزشگاه ومبلی لندن و نسخه پلی استیشن ۳ آن هم دارای ورزشگاه تیم آلمانی شالکه ۰۴ بود.

## مقایسه بافیفا ۰۹
بازی فیفا ۱۰ در مقایسه با فیفا ۰۹ از لحاظ گرافیکی تغییر چشم‌گیری نداشته ولی به لحاظ گیم پلی پیشرفت‌های قابل ملاحظه‌ای داشته‌است. البته نسخه کنسولی (ایکس‌باکس ۳۶۰ و پلی‌استیشن ۳) تفاوت بسیار زیادی با نسخهٔ تحت رایانه دارد.

## عرضه بازی
این بازی در حالیکه قرار بود ۱ اکتبر تازه در استرالیا عرضه شود ۱ روز مانده به عرضه در سایتهای اینترنتی بخصوص رپیدشر عرضه شد که با توجه به رایگان بودن مورد استقبال قرار گرفت.

### لیگ‌ها
| - ای-لیگ - بوندس‌لیگای اتریش - لیگ برتر فوتبال بلژیک - لیگ برتر فوتبال برزیل - لیگ برتر فوتبال جمهوری چک - لیگ برتر فوتبال دانمارک - لیگ برتر فوتبال انگلستان - لیگ قهرمانی انگلستان - لیگ یک فوتبال انگلستان - لیگ دو فوتبال انگلستان - لیگ ۱ - لیگ ۲ - Bundesliga - 2. Bundesliga - FAI Eircom League | - سری آ - سری بی - کی‌لیگ - Primera División Mex - لیگ برتر فوتبال هلند - Tippeligaen - Polska Liga - Liga Portuguesa - SPL - لا لیگا - لیگا ادلانته - لیگ برتر فوتبال سوئد - Axpo Super League - سوپر لیگ فوتبال ترکیه - لیگ برتر فوتبال آمریکا |